# Pleurota bicostella
Pleurota bicostella es una especie de lepidóptero de la familia Oecophoridae. Se encuentra en la región paleártica.

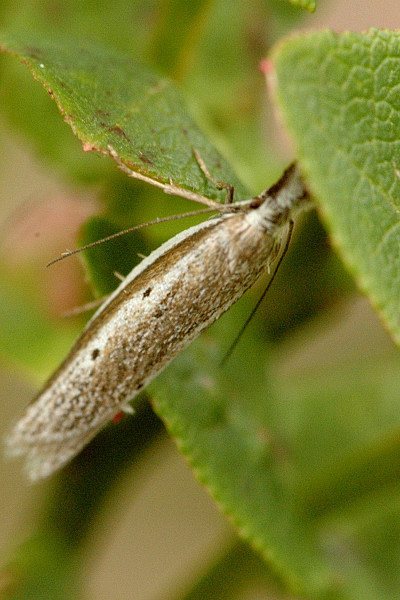

Su envergadura es aproximadamente de 24 mm. Los adultos vuelan desde junio a julio dependiendo de la localización.
Las larvas se alimentan de especies de Erica.